# Antoine Demoitié

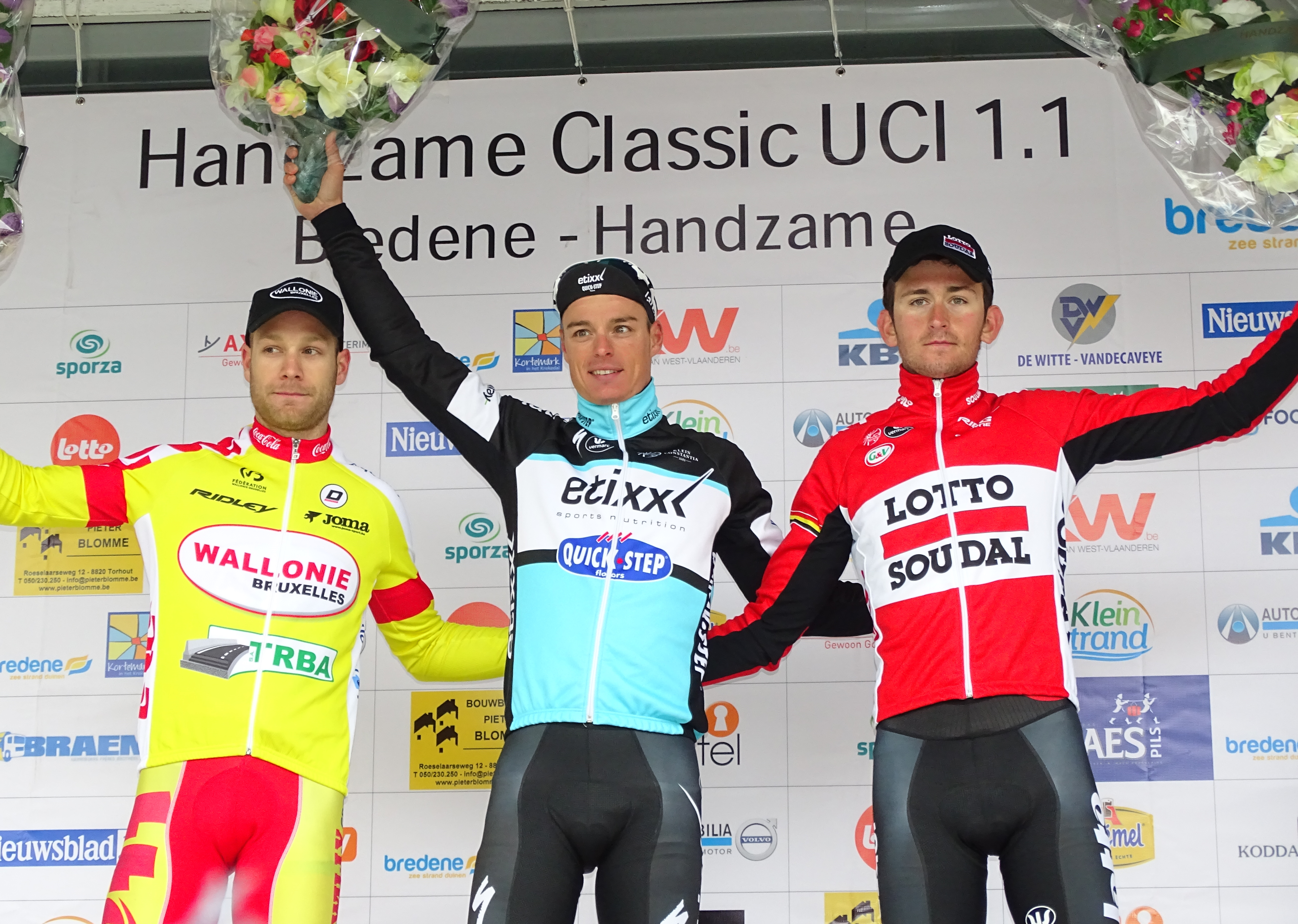
Podium van de Handzame Classic 2015, Antoine Demoitié (2e), Gianni Meersman (1e) & Tiesj Benoot (3e)

Antoine Demoitié (Luik, 16 oktober 1990 – Rijsel, 27 maart 2016) was een Belgische wielrenner. Hij was prof vanaf 2013 en kwam uit voor de ploegen Wallonie-Bruxelles (2013-2015) en Wanty-Groupe Gobert (2016).

## Loopbaan
Demoitié won in 2013 het provinciaal kampioenschap van Luik. In dat jaar werd hij tiende in de Druivenkoers. In 2014 kon hij in het voorjaar ereplaatsen verzamelen in de Handzame Classic (vierde) en Nokere Koerse (elfde). Hij won in april de Ronde van de Finistère. In 2015 won hij de J.O.S.-Classic, beter gekend als Wanzele Koers, de eerste kermiskoers van het jaar.

## Overlijden
In de wielerkoers Gent-Wevelgem 2016 viel hij na 115 kilometer koers samen met vier anderen en werd vervolgens aangereden door een motorfiets. Demoitié werd in kritieke toestand naar het ziekenhuis van Rijsel gebracht. Hier werd hij in coma gehouden, maar overleed hij de nacht erop aan zijn verwondingen. Autopsie heeft niet kunnen ophelderen of de val dan wel de aanrijding de doodsoorzaak was. Hoewel de hulpdiensten nogal laat arriveerden, was Demoités dood waarschijnlijk onafwendbaar na het ongeluk. Enkele organen van Demoitié werden uitgenomen om levens van anderen te redden (orgaandonatie).
Internationale wielrennersvakbond CPA kondigde aan een grondig onderzoek te willen naar de oorzaak en omstandigheden van dit ongeval. Vanwege het overlijden besloot Wanty-Groupe Gobert niet te starten in de Driedaagse van De Panne-Koksijde, en ook de Route Adélie de Vitré en Parijs-Camembert aan zich voorbij te laten gaan. In dezelfde week als Demoitié was ook zijn landgenoot Daan Myngheer overleden.

## Overwinningen
2012
2e etappe deel B Triptyque des Monts et Châteaux
2e en 3e etappe Carpathia Couriers Path
2013
Luiks kampioen op de weg
2014
Ronde van de Finistère
2015
4e etappe Circuit des Ardennes

## Resultaten in voornaamste wedstrijden
| Jaar | Gent-Wevelgem | E3 Harelbeke |
| ---- | ------------- | ------------ |
| 2016 | opgave        | 69e          |

## Ploegen
- 2010 –  Lotto-Bodysol (stagiair vanaf 1-8)
- 2011 –  Lotto-Bodysol-Pôle Continental Wallon
- 2012 –  Idemasport-Biowanze
- 2013 –  Wallonie-Bruxelles
- 2014 –  Wallonie-Bruxelles
- 2015 –  Wallonie-Bruxelles
- 2016 –  Wanty-Groupe Gobert

Bertholet · Burton · Cammaerts · Chevalier · Collet · De Witte · Devillers · Dron · Fondard · Honorez · Naert · Prémont · Roossens · Rouet · Thome · Van Schelven · Demoitié (stagiair) · Donnay (stagiair)
Anciaux · Caresmel · Collaers · Dechesne · Demoitié · Dernies · Donnay · Dron · Goodfellow · Gremelpont · Naert · Nanni · Serry · Suray · Thome · Van Schelven
Anciaux · Boverie · Dechesne · Demoitié · Dewortelaer · Geromboux · Hoper · Hossay · Kerf · Leleu · Pestiaux · Stassen · Vallée · Vanheuverswijn · Vliegen
Anciaux · Bertholet · Chevalier · De Witte · Demoitié · Dernies · Dron · Dufrasne · Evrard · Patron · Polazzi · Stassen · Van Hoecke
Amorison · Anciaux · Bertholet · Chevalier · Delfosse · Demoitié · Dernies · Dron · Dufrasne · Evrard · Mottet · Pestiaux · Prémont · Stassen · Stenuit